# Simancas
Simancas è un comune spagnolo di 3.952 abitanti situato nella comunità autonoma di Castiglia e León.
Simancas fu sede dell'Archivio di Stato istituitovi dall'imperatore Carlo V e dal suo potentissimo segretario Francisco de Los Cobos nel 1540. La scelta di Simancas fu determinata dalla sua vicinanza a Valladolid allora capitale amministrativa della Castiglia.

## L'Archivio
Attualmente l'Archivio Generale di Simancas è uno tra i più antichi del mondo ancora in funzione. Istituito da Carlo V nel 1540, fu dotato, primo in Europa, di un regolamento da Filippo II nel 1588.
L'archivio, aperto al pubblico, è dotato di oltre dodicimila metri di scaffali di documenti, di una biblioteca specializzata con oltre 22.000 volumi e 250 titoli di periodici specialistici ed è collocato nell'antico castello degli Enríquez, Almirantes di Castiglia.
I fondi dell'archivio si dividono in quattro grandi gruppi: quello dell'epoca asburgica (Consejos), quello dell'epoca borbonica (Secretarias), quello del XIX secolo e delle sezioni Facticias. Il primo fondo contiene i documenti del Consejo Real (sec. XV-XVII); del Consejo de la Cámara (1323-1699) (che a sua volta contiene il Patronato Ecclesiastico, 1482-1715; i diversi di Castiglia, 972-1716; i Consumo y perpetuación de oficios, sec. XVI-XVII; i libri di relazione, 1528-1697; le cedole, 1490-1669 e i Titoli, 1446-1699); del Consejo de Estado (1404-1832); dei Consejos Provinciales (Italia, sec. XVI-XVII; Fiandre, sec. XVI-XVII e Portogallo 1580-1668); del Consejo de Guerra (1386-1706); del Consejo de Hacienda (Organi direttivi, organi contabili e fiscali, sec. XV-XVIII); del Consejo de Cruzada (1530-1748); del Registro General del Sello (1475-1689) e de la Casa Real, obras y bosques (1453-1700). 
Il fondo dell'epoca borbonica comprende: la segreteria di Grazia e Giustizia (1701-1813); la segreteria di Guerra (1706-1811); la segreteria della Marina e Indie (1705-1783); la segreteria di Hacienda (organi direttivi, contabili e fiscali, sec. XVI-1816) e la direzione Generale del Tesoro (secoli XV-XIX). I fondi del XIX secolo comprendono il Consiglio Supremo di Hacienda (secoli XVIII-XIX) e il Consiglio Reale di Spagna e Indie (1834-1868). L'ultima sezione, infine, comprende il Patronato Real (sec. IX-XVIII secolo) e le mappe, planimetrie e disegni (secoli XVI-XIX).

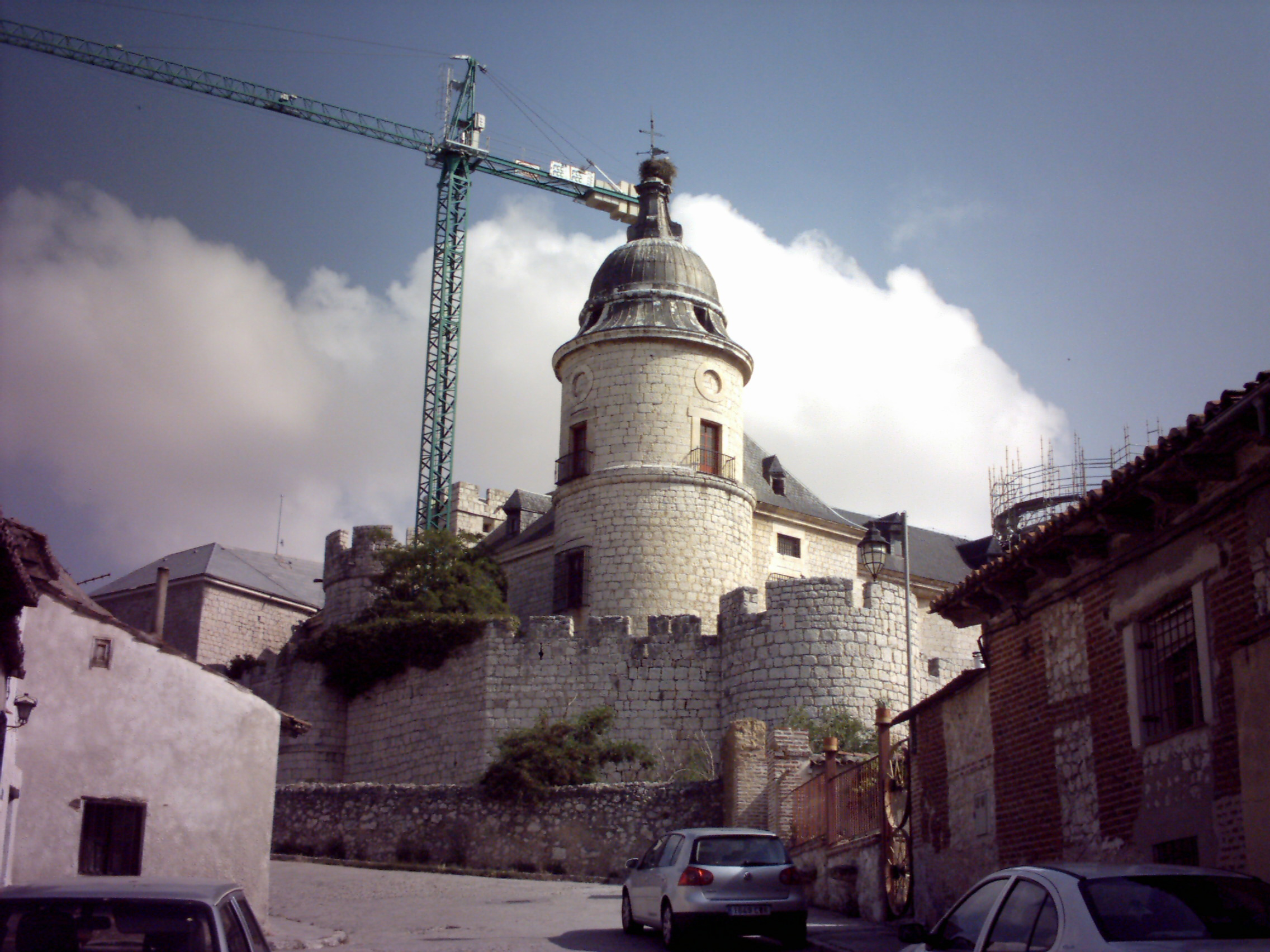
Archivio generale di Simancas